# Protestantse Gemeente Alblasserdam
In Alblasserdam vormen, als onderdeel van de PKN, de wijkgemeenten Grote kerk, Ichthuskerk en de Brug samen de Protestantse Gemeente Alblasserdam (PGA). 

## Algemene Kerkraad
De algemene kerkenraad wordt gevormd door ambtsdragers van de wijkgemeenten van de PGA. In Alblasserdam is dat zodanig geregeld dat vanuit alle drie de wijken er één vertegenwoordiger is vanuit elk ambt. De voorzitter van de algemene kerkenraad is boventallig en vertegenwoordigt geen wijkgemeente. Het totaal aantal leden is dus 13.
In veel zaken is de wijkgemeente autonoom, met name waar het gaat om identiteit en pastoraat. Bij andere zaken komt de algemene kerkenraad in beeld, bijvoorbeeld bij het beroepen van een predikant. Dan heeft de wijkgemeente instemming van de algemene kerkenraad nodig. De algemene kerkenraad is eindverantwoordelijk over rechtsposities, financiën en onroerend goed.

## SPRKND
De PGA heeft een eigen kerkblad genaamd 'SPRKND'. Eens in de vier weken verschijnt het kerkblad. Hierin vindt, naast informatie uit de wijkgemeenten, bezinnende informatie rond een thema, interviews, meditaties, boekbesprekingen etc. SPRKND wordt thuisbezorgd bij alle leden van de Protestantse Gemeente Alblasserdam. De redactie wordt gevormd door een achttal gemeenteleden uit de drie wijken.

## Wijkgemeenten

### Wijkgemeente 'De Brug'
Wijkgemeente de Brug is gevormd door het samengaan van de Ontmoetingskerk en de Havenkerk. Kerkdiensten worden gehouden in het gebouw de Ontmoetingskerk, Blokweerweg 75 in Alblasserdam. Iedere zondag is er om 09:30 een dienst. De diensten kunnen online live worden meebeleefd of teruggekeken via deze link. 

### Wijkgemeente 'Grote kerk'
Het gebouw van de Grote Kerk bevindt zich aan het Cortgene en is beeldbepalend voor Alblasserdam. Voorganger van de gemeente is Ds. R.W. van Mourik. Iedere zondag zijn er diensten om 09.30 uur en 18.00 uur. 

### Wijkgemeente 'Ichtuskerk'
De Ichthuskerk is staat in de wijk Kinderdijk aan het Scheldplein 2 in Alblasserdam. Voorganger is ds. Michel van Heijningen. Op zondag zijn er diensten om 09.30 uur en 18.00 uur. 